# Actionfilm

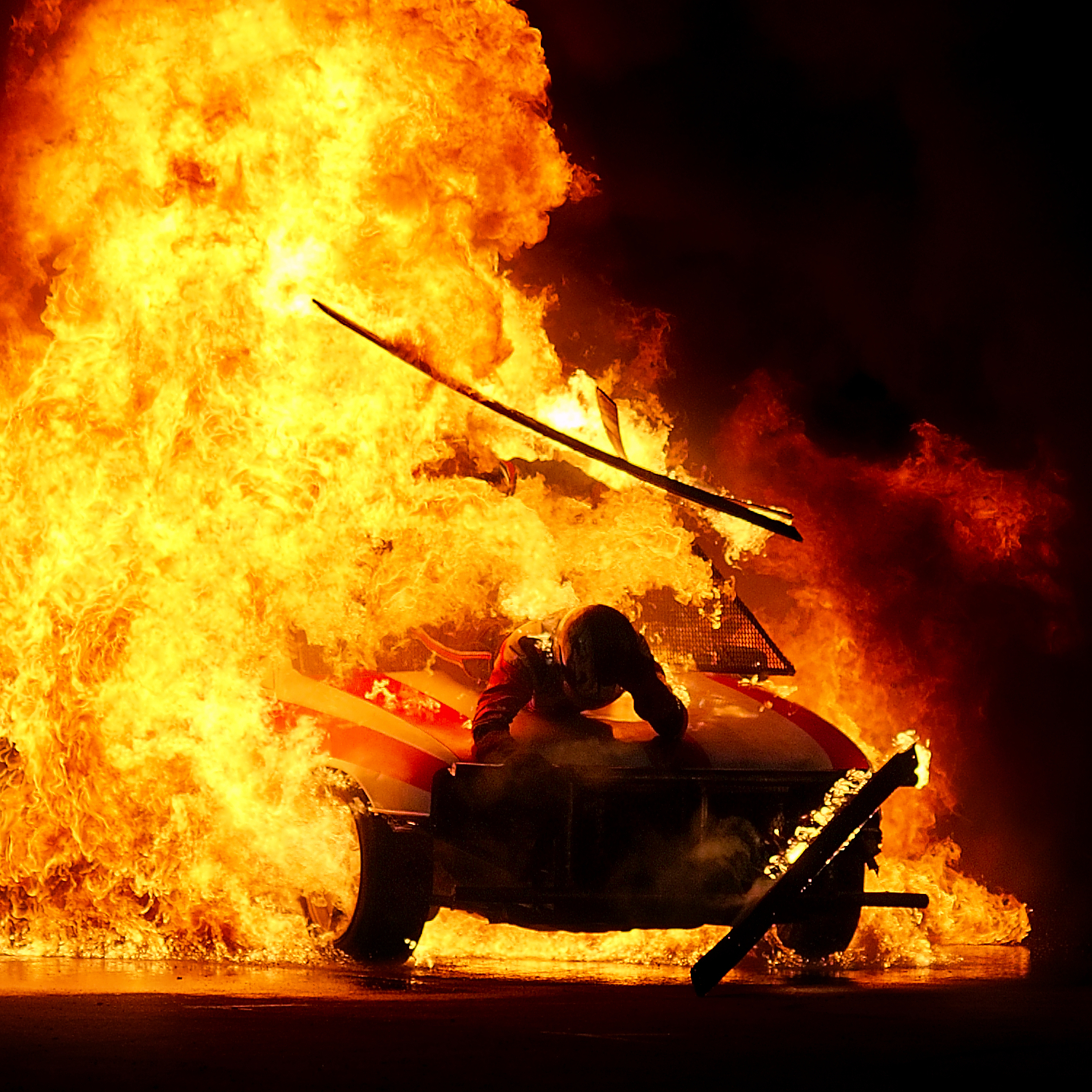
Stuntman in einer Actionszene

Der Actionfilm (von engl. action: Tat, Handlung, Bewegung) ist ein Filmgenre des Unterhaltungskinos, in welchem der Fortgang der äußeren Handlung von zumeist spektakulär inszenierten Kampf- und Gewaltszenen vorangetrieben und illustriert wird. Es geht eher um stimulierende Aktionen als um inhaltliche Zusammenhänge, empathisches Miterleben der Gefühlswelt der Protagonisten oder künstlerisch-ästhetische Bildwelten. Hauptbestandteile von Actionfilmen sind daher meist aufwendig gedrehte Stunts, Nahkampf-Szenen, Schießereien, Explosionen und Verfolgungsjagden.

## Geschichte

### Ursprung
Der Actionfilm ist seit den 1960er-Jahren ein eigenständiges Filmgenre, doch seine Konventionen sind bereits seit dem Beginn der Filmgeschichte bekannt. Künstler aus dem Vaudeville wie Buster Keaton oder Harold Lloyd ließen ihr Können in artistischer Bewegung in Verbindung mit Tricktechnik in ihr Filmschaffen einfließen. Harry Piel drehte damals in Deutschland eine Reihe von „Sensationsfilmen“ mit spektakulären Stunts.
Der deutsche Filmkritiker Joe Hembus stellte fest, schon Der große Eisenbahnraub (1903) enthalte „Überfall, Verfolgung, Showdown, ausgeschmückt mit Mord, Terror, Brutalitäten, Humor, unter Einsatz von schnellen Transportmitteln.“ Der erste richtige Film der Filmgeschichte sei ein Actionfilm und handle von Verbrechen und Verbrechern, auch darin weise der Film der zukünftigen Entwicklung seiner Kunst den Weg.
In den 1930er Jahren entstanden in den Vereinigten Staaten Serials, kurze Episodenfilme mit rund 20–30 Minuten Länge, welche vor dem eigentlichen Hauptfilm gezeigt wurden. Diese handelten oft von einem Helden, welcher sich in einer Western- oder Space-Opera-Umgebung physischen Herausforderungen gegenübersah. Das Serial Ace Drummond von 1936 enthielt bereits alles, was später Bestandteil des späteren Actionkinos werden sollte: Nahkämpfe, Schießereien, Verfolgungsjagden, mehrere Flugzeugabstürze sowie (einfache) Spezialeffekte.

### Frühe Actionfilme
Der Actionfilm als eigenes Genre hat seinen Ursprung im Kriminalfilm, in dem in den 1950er-Jahren Aktion und explizite Darstellung von physischer Gewalt zunehmend an Bedeutung gewann, etwa in Stanley Kubricks Die Rechnung ging nicht auf (1956). Auch in vielen Western spielten Verfolgungsjagden (meist zu Pferde) und Schießereien ein wichtiges Handlungselement. Alfred Hitchcock präsentierte in Der unsichtbare Dritte (1959) erstmals eine geschlossene filmische Welt, die ausschließlich als Herausforderung für die physische Aktion der Hauptfigur dient. Dieses Konzept der geschlossenen Actionwelt, die rein zum Ausleben von Körperakrobatik und zur Demonstration spektakulärer Gewaltanwendungstechniken existiert, bereitete den Weg für die Filme der James-Bond-Reihe und Fernsehserien wie Kobra, übernehmen Sie.
Dieser von realistischer Darstellung und moralischer Wertung weit entfernten Illusionstendenz stehen die Regisseure der Bewegung des New Hollywood gegenüber, die in offener Form Aktion und Gewaltanwendung inszenierten. Sie reagierten auf gesellschaftliche und politische Entwicklungen wie die Protestbewegung und den Vietnamkrieg und suchten den Kontext der Darstellung zu Fragen der Moral, etwa zu den Folgen von Gewaltanwendung auf den menschlichen Körper. Beispiele für diese realistischere und ernüchternde Herangehensweise sind Arthur Penns Bonnie und Clyde (1967) und Sam Peckinpahs The Wild Bunch – Sie kannten kein Gesetz (1969).

### Hochphase 1970er–1990er

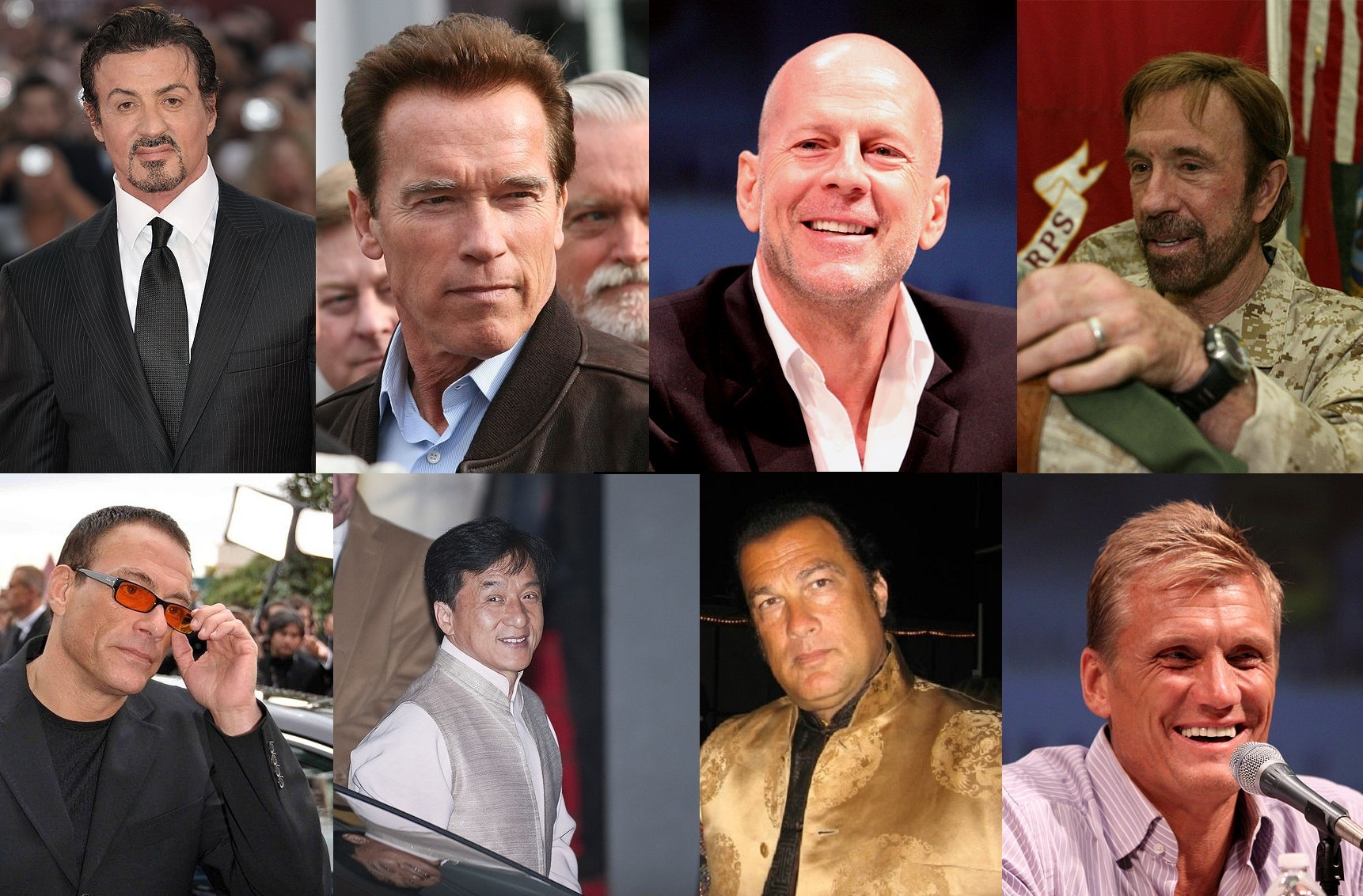
Die gängigen Schauspieler des Actionkinos: Stallone, Schwarzenegger, Willis, Norris, Van Damme, Chan, Seagal, Lundgren

Autor Harvey O’Brien teilte die Geschichte des Actionfilms in vier Phasen ein: Die Frühphase, die klassische, die postklassische und die neoklassische Phase. Zu typischen Elementen der Frühphase zählt O’Brien die Figur des Vigilanten, wie er beispielsweise von Dirty Harry verkörpert wird. Des Weiteren stellt er einen Fokus auf Autoverfolgungsjagden, wie in The French Connection fest, die bis hin zu einer „Fusion aus Mensch und Maschine“ (Mad Max 2) reicht.
Mit den Bruce-Lee-Filmen fand eine Ära der Überbetonung physischer Kräfte und des Körperkultes im Actionfilm ihren Anfang. Stilmittel wie Zeitlupe und Tonverfremdungen führten zur Entwicklung und Definition des Subgenres des Martial-Arts-Films. In den 1980er Jahren beherrschte der Actionfilm das Mainstreamkino mit Stars wie Arnold Schwarzenegger und Sylvester Stallone, die durch Bodybuilding den Körperkult auf einen Höhepunkt führten. Ein treibender Produzent dieser Ära war das Filmstudio Cannon Films, welches gering budgetierte Filme um Schauspieler wie Chuck Norris, Michael Dudikoff oder Charles Bronson produzierte. Neben wenigen humorvollen Verfilmungen wie Indiana Jones beherrschten überwiegend reaktionäre Themen wie Rachephantasien und das stereotype Aufbauen von Feindbildern das Actionkino. Die klassische Phase des Actionsfilms hatte ihren Höhepunkt in den 1980er Jahren mit Filmen wie Phantom-Kommando oder dem ersten Teil von Stirb Langsam. Jene Filme folgten häufig einem Handlungsmuster von drei Akten, welche sich mit den Schlagworten Überleben – Widerstand – Rache beschreiben lassen. Die Schusswaffe gewann eine höhere Gewichtung gegenüber dem Auto.
In den 1990er Jahren wurde das Genre zunehmend ironisiert und spiegelte sich selbst, etwa in Filmen wie Last Action Hero (John McTiernan, 1993) und True Lies (James Cameron, 1994). McTiernans Stirb-langsam-Reihe (1988 bis 2013) brach ebenfalls ironisch mit dem Heldenbild des Actionfilms und ließ ihren Protagonisten, dargestellt von Bruce Willis, entmystifiziert als leidensfähigen Jedermann gegen das Böse siegen. Diese postklassische Phase nach dem Ende des Kalten Krieges kennzeichnete sich durch einen weniger offenen Maskulinismus aus, stattdessen gewannen Spezialeffekte und in Anlehnung an das Hong-Kong-Kino, Martial Arts und Zweikampftechniken an Bedeutung. Stars wie Jackie Chan vereinnahmten den Stunt als Teil der künstlerischen Darstellung und zogen einen Teil ihrer Popularität aus der Tatsache, auch gefährliche Action grundsätzlich selbst zu bewerkstelligen. Mit The Rock – Fels der Entscheidung oder Con Air wurden für das Action-Genre relativ anspruchsvolle Werke geschaffen, die sich vom aufkommenden Direct-to-Video-Billigtrend abhoben.

### Weiterentwicklung
O’Brien beschreibt den 11. September 2001 und die darauf folgenden Kriege in Afghanistan und Irak als weiteren Wendepunkt und Beginn der neoklassischen Phase des Actionfilmes. Insbesondere der zweite Krieg erschütterte das bisherige Bild der USA als die „Guten“ in der Bevölkerung. Dies hatte auch Auswirkungen auf den Film, wo zusehends ein Verschwimmen des bisherigen klaren Gut-Böse-Dualismus auftrat. Gleichzeitig wurden Motive aus der Frühphase des Actionsfilms wie Rache und Selbstjustiz, beispielsweise in dem Kill-Bill-Zweiteiler, wiederbelebt.
Zudem gewannen ab den mittleren 1990ern aufwendige digitale Spezialeffekte und Stunts gegenüber einfachen Kämpfen und Schusswechseln an Bedeutung, z. B. in der Mission-Impossible-Reihe mit Tom Cruise oder xXx – Triple X mit Vin Diesel. Viele Elemente des Actionfilms wurden bereits Ende der 1970er in der mit Krieg der Sterne beginnenden ersten Trilogie von Star Wars und in etwas geringerem Maße auch Star Trek in die Science-Fiction übernommen. Ab 2000 wurde der Superheldenfilm erneut populär, welcher durch das Batman-Reboot oder Marvels Avengers, die mit enormen tricktechnischen und finanziellen Mitteln produziert wurden. Spätestens in den 2010ern verschwanden klassische Actionfilme als Blockbuster weitgehend aus dem Kino, und Fortsetzungen wie Stirb Langsam 5 oder dem nachempfundene Filme wie White House Down waren nur durchschnittlich erfolgreich. Eine Ausnahme stellt aber z. B. die The-Expendables-Trilogie dar, die als Ensemble-Filme um die populären Schauspieler Schwarzenegger, Stallone, Willis, Jason Statham, Dolph Lundgren und andere als eine Art Hommage inszeniert wurde. Rebecca Rubin von Variety schrieb in einem Review zu Michael Bays Ambulance (2022), der Abstieg des traditionellen Actionfilms hänge zusammen mit dem Aufkommen von Streamingdiensten wie Netflix und damit veränderten Sehgewohnheiten des Publikums, gleichzeitig verabschieden sich Szenegrößen wie Ford, Stallone und Willis zusehends in den Ruhestand.
Ab den 2010ern kamen vermehrt von inhaltlich anspruchsvollen Arthouse und Noir beeinflusste Blockbuster ins Kino. In diesen Filmen wurden metaphysische und (pseudo)philosophische Gedankenstränge und nichtlineare und teils surreale Handlungen mit aufwendig choreografierten Actionfilmen kombiniert. Im Arthouse Action dominieren düstere Grundtöne. Insbesondere die Werke von Christopher Nolan (z. B. Inception, Tenet) sind hier zu nennen. Auch James Bond 007: Keine Zeit zu sterben wurde als Mischung von Arthouse und Action bezeichnet.

## Weibliche Protagonisten

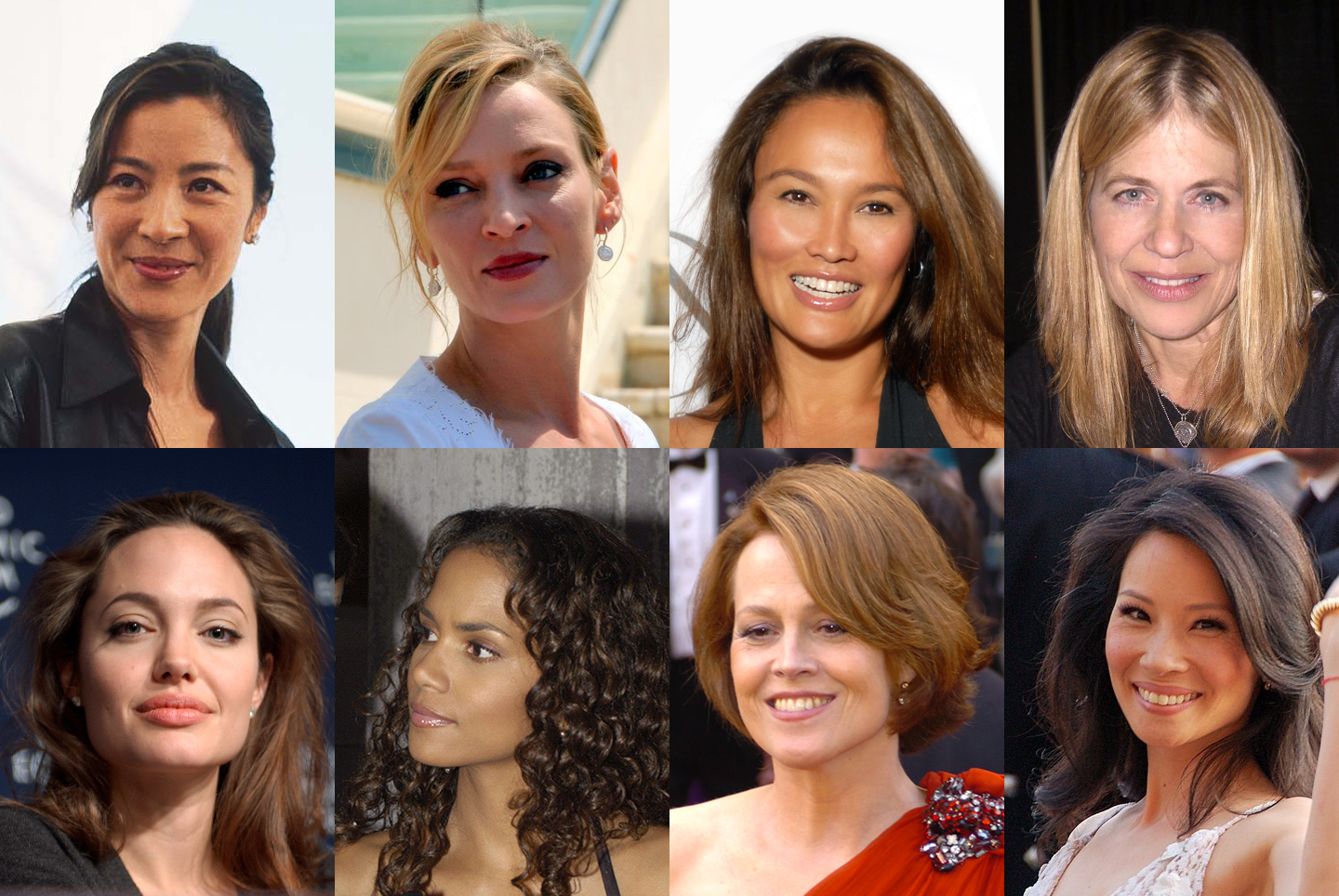
Bekannte Darstellerinnen in Actionfilmen: Yeoh, Thurman, Carrere, Hamilton, Jolie, Berry, Weaver, Liu.

Weibliche Hauptfiguren waren bis Ende der 1990er Jahre selten, eine Ausnahme stellten aber die von Sigourney Weaver verkörperte Ellen Ripley der Alien-Reihe und die von Linda Hamilton verkörperte Sarah Connor in Terminator dar. Später folgten Brigitte Nielsen (Red Sonja), Kate Beckinsale (Underworld), Uma Thurman (Kill Bill), Michelle Rodriguez (SWAT - Die Spezialeinheit) oder Halle Berry (Catwoman), welche meist Seite an Seite mit einem männlichen Filmpartner agierten. Mit Wonder Woman (Gal Gadot) oder Rogue One (Felicity Jones) wurden weitere Heldinnen geschaffen.

## Actionfilme außerhalb Hollywoods
Neben den in Hollywood produzierten Actionfilmen konnten sich international nur wenige Produktionen behaupten.
In den 1970er Jahren waren Martial-Arts-Filme, welche überwiegend in Hongkong entstanden, populär. Zeitgleich entstanden mit dem Hongkong-Film relativ actiongeladene Spielarten des Polizeifilms. Ein bekannter Regisseur des Hongkong-Films ist John Woo (City Wolf, Bullet in the Head), welcher Elemente des Hongkong-Filmes nach Hollywood brachte und dort durch Filme wie Operation: Broken Arrow und Im Körper des Feindes (jeweils mit John Travolta) weltweite Erfolge erzielte.
In Europa zählt neben Großbritannien Frankreich zu einem der Zentren des Actionfilms. Der Regisseur Luc Besson erreichte mit Nikita, Léon – Der Profi (jeweils mit Jean Reno) und Das fünfte Element internationale Erfolge. Ebenfalls in Frankreich entstand die Transporter-Reihe mit Jason Statham.
Zu den wenigen erfolgreichen deutschen Actionfilmen zählt Lola rennt (2001).
In der Stadt Kampala in Uganda werden in den Filmstudios von Wakaliwood unter einfachsten Bedingungen Filme wie Who Killed Captain Alex? gedreht, deren Mittel in der Regel nur wenige hundert Euro betragen, die sich aber im Lande einer hohen Beliebtheit erfreuen. Der Besitzer von Wakaliwood, Isaac G. Nabwana, wird dort als Ugandas Tarantino bezeichnet.

## Motive und Darstellungsformen
Die Bewegung, Grundmotiv des Films, dient im Actionfilm in erster Linie Schauzwecken und hat weniger erzählerische Funktionen. Oft werden im Actionfilm in der Art einer Nummernrevue geschlossene Sequenzeinheiten aneinandergereiht, die der Zurschaustellung unterschiedlichster bewegungsgetriebener Konflikt- oder Duellsituationen dienen, etwa Shootouts, Verfolgungsjagden, Körperkämpfe oder Explosionen. Subjekte der Aktion sind speziell im US-amerikanischen Actionfilm häufig sich verfolgende Fahrzeuge, etwa in Brennpunkt Brooklyn (William Friedkin, 1971), Bullitt (Peter Yates, 1968) oder Dirty Harry (Don Siegel, 1971). Der dargestellten Gewalt wird häufig der Realitätsbezug genommen. Filmische Mittel wie Konvergenzmontage und Parallelmontage strukturieren diese Nummern, etwa um einen Spannungsbogen in einer Last-Minute-Rescue aufzulösen.
In den Plots geht es meist um den Kampf zwischen Gut und Böse, die Identifikationsfigur ist häufig ein physisch starker männlicher Held (oder ein weiblicher, siehe beispielsweise Lara Croft), der in der Regel eindeutige Prinzipien vertritt, die den ethischen und weltanschaulichen Grundlagen der westlichen Kultur entsprechen (Gut gegen Böse, Beschützen der Schwachen, Gerechtigkeit, Sühne für erlittenes Unrecht, Verteidigung, Bewahrung der vertrauten Lebensweise usw.). Häufig fließen erzählerische Elemente aus verwandten Genres in den Actionfilm ein, unter anderem aus dem Abenteuerfilm, dem Kriegsfilm, dem Kriminalfilm, dem Psychothriller, dem Horrorfilm und dem Science-Fiction-Film.